# Bernardo Duque
Bernardo Antonio Duque Chamie (Sincelejo, 17 de septiembre de 1973-Bogotá, 9 de julio de 2013) fue un locutor, actor de doblaje, presentador de televisión y arreglista colombiano.

## Biografía
Fue la voz oficial de RCN Televisión entre el 2002 y el 2010 Antes de eso, había realizado doblaje para películas y algunos animes. Que en este último, sus papeles más conocidos fueron Kurapika de Cazador X (Hunter x Hunter) y Kamatari Honjō en Samurai X (Ruruoni Kenshin). También tuvo varios papeles en novelas como Dejémonos de vainas, El precio del silencio, No renuncies Salomé, Súper pá, Amor sincero y En los tacones de Eva. En abril de 2011 se vincula a Caracol Televisión siendo parte del programa El precio es correcto.
Tenía grandes talentos y se destacó tanto en la televisión y como en la música.

## Muerte
Falleció el 9 de julio de 2013 a causa de un linfoma en el tiempo que tuvo mayor reconocimiento entre los televidentes por la narración que realizaba en El precio es correcto. Su muerte coincidía con el aniversario N° 15 de RCN y Caracol como canales privados.